# يوشانلو (سلماس)
يوشانلو هي قرية في مقاطعة سلماس، إيران. يقدر عدد سكانها بـ 195 نسمة بحسب إحصاء 2016.